# Klubi Sportiv Kamza 2011-2012

## Rosa
| N. |                    | Ruolo | Calciatore      |
| -- | ------------------ | ----- | --------------- |
| 1  | Albania (bandiera) | P     | Mario Bytyçi    |
| 9  | Albania (bandiera) | A     | Klevis Dalipi   |
| 10 | Albania (bandiera) | A     | Ervin Kryemadhi |
| 14 | Albania (bandiera) | A     | Albjon Bloku    |
| 22 | Albania (bandiera) | C     | Enri Tafaj      |
|    | Albania (bandiera) | P     | Eglant Haxho    |
|    | Albania (bandiera) | D     | Henri Ndreka    |
|    | Albania (bandiera) | D     | Ardit Beqiri    |
|    | Albania (bandiera) | D     | Arben Likmeta   |
|    | Albania (bandiera) | D     | Arbër Malaj     |
|    | Albania (bandiera) | D     | Vilson Lila     |
|    | Albania (bandiera) | D     | Fatjon Tafaj    |
|    | Albania (bandiera) | D     | Rrahman Hallaçi |

| N. |                               | Ruolo | Calciatore          |
| -- | ----------------------------- | ----- | ------------------- |
|    | Macedonia del Nord (bandiera) | C     | Marjan Belchev      |
|    | Albania (bandiera)            | C     | Arbër Çapa          |
|    | Albania (bandiera)            | C     | Gentian Manuka      |
|    | Albania (bandiera)            | C     | Andi Koçi           |
|    | Albania (bandiera)            | C     | Sokol Ishka         |
|    | Albania (bandiera)            | C     | Artan Karapiçi      |
|    | Albania (bandiera)            | C     | Ermal Gega          |
|    | Albania (bandiera)            | C     | Ardian Beqiri       |
|    | Zambia (bandiera)             | A     | January Ziambo      |
|    | Nigeria (bandiera)            | A     | Peter Taye Oladotun |
|    | Albania (bandiera)            | A     | Nevian Çani         |
|    | Albania (bandiera)            | A     | Eleandro Pema       |
|    | Albania (bandiera)            | A     | Edison Qafa         |